# Джозеф Окоро
Джозеф Окоро (англ. Joseph Okoro; нар. 17 лютого 2001) — нігерійський футболіст, півзахисник клубу Вищої ліги Білорусі «Динамо» (Мінськ).

## Життєпис

### Початок кар'єри
У квітні 2019 року футболіст прибув на перегляд до київського «Динамо», з яким потім у травні 2019 року уклав повноцінний контракт. У клубі футболіст виступав у молодіжній першості. Наприкінці 2020 року залишив український клуб. У січні 2021 року проходив перегляд у білоруському «Гомелі». У березні 2021 року офіційно приєднався до клубу. Однак закріпитися у клубі футболіст не зміг, декілька матчів зіграв за дублюючий склад, який залишив у липні 2021 року.

### «Олімп-Долгопрудний»
У серпні 2021 року перейшов до російського клубу «Олімп-Долгопрудний». Дебютував за клуб 4 серпня 2021 року в матчі Кубку Росії проти воронезького «Факела». Дебютний матч у чемпіонаті зіграв 8 серпня 2023 року проти московського «Торпедо», вийшов на заміну на 71-й хвилині. Провів за клуб лише 3 матчі, також пропустив більшу частину сезону через травму. Після закінчення сезону покинув клуб.

### «Істіклол» (Душанбе)
У березні 2023 року перейшов до таджицького клубу «Істіклол». Дебютував за клуб 3 квітня 2023 року у матчі проти «Худжанда», в якому вийшов на поле на 81-й хвилині. Швидко зміг закріпитися в основній команді клубу. Разом із клубом став срібним призером Суперкубку Таджикистану, де 6 травня 2023 року в фіналі поступилися «Равшану». У жовтні 2023 року футболіст разом із клубом вирушив на матчі Ліги чемпіонів АФК. Перший матч на турнірі зіграв 24 жовтня 2023 проти іранського «Персеполіса». Разом із клубом футболіст завершив груповий етап Ліги чемпіонів АФК на підсумковому останньому місці й припинив свій виступ на турнірі. За підсумками сезону футболіст разом із клубом став переможцем чемпіонату. У грудні 2023 року залишив таджицький клуб, розірвав контракт за згодою сторін.

### «Бней-Єгуда»
У лютому 2024 року перейшов до ізраїльського клубу «Бней-Єгуда», в якому проходив перегляд із початку січня. Дебютував за клуб 9 лютого 2024 року в матчі проти «Маккабі» (Герцлія), в якому вийшов на поле на початку другого тайму.

## Статистика виступів

### Клубні
| Клуб                 | Сезон             | Ліга                           | Ліга  | Ліга | Нац. кубок | Нац. кубок | Кубок ліги | Кубок ліги | Конт. кубок | Конт. кубок | Інші  | Інші | Загалом | Загалом |
| Клуб                 | Сезон             | Дивізіон                       | Матчі | Голи | Матчі      | Голи       | Матчі      | Голи       | Матчі       | Голи        | Матчі | Голи | Матчі   | Голи    |
| -------------------- | ----------------- | ------------------------------ | ----- | ---- | ---------- | ---------- | ---------- | ---------- | ----------- | ----------- | ----- | ---- | ------- | ------- |
| «Гомель»             | 2021              | Білоруська футбольна вища ліга | 0     | 0    | 0          | 0          | –          | –          | –           | –           | –     | –    | 0       | 0       |
| «Олімп-Долгопрудний» | 2021–22           | Перша ліга Росії               | 2     | 0    | 1          | 0          | –          | –          | –           | –           | –     | –    | 3       | 0       |
| «Істіклол»           | 2023              | Вища ліга Таджикистану         | 20    | 0    | 1          | 0          | –          | –          | 2           | 0           | 1     | 0    | 24      | 0       |
| «Бней-Єгуда»         | 2023–24           | Ліга Леуміт                    | 1     | 0    | 0          | 0          | –          | –          | 0           | 0           | 0     | 0    | 1       | 0       |
| «Динамо» (Мінськ)    | 2024              | Білоруська футбольна вища ліга | 3     | 0    | 0          | 0          | –          | –          | 2           | 0           | 0     | 0    | 5       | 0       |
| Усього за кар'єру    | Усього за кар'єру | Усього за кар'єру              | 26    | 0    | 2          | 0          | -          | -          | 4           | 0           | 1     | 0    | 33      | 0       |

1. ↑  Матчі в Лізі чемпіонів АФК
2. ↑  Матчі в Суперкубку Таджикистану
3. ↑  Матчі в Лізі конференцій УЄФА

## Досягнення
«Істіклол»
- Вища ліга Таджикистану
  -  Чемпіон (2): 2023[14], 2025

- Кубок Таджикистану
  -  Володар (1): 2023[15]

- Суперкубок Таджикистану
  -  Володар (1): 2025

«Динамо» (Мінськ)
- Білоруська футбольна вища ліга
  -  Чемпіон (1): 2024